# Gun Lanciai
Gun Lanciai, egentligen Gunvor Lanciai (född Westerberg 10 november 1920 i Borgå i Finland, död 15 mars 2013 i Helsingör i Danmark) var en finlandssvensk skulptör som gjorde illustrationerna till Finlands svenskspråkiga skolläsebok Vi på Solgård (1–2, 1953), efter uppmuntran av väninnan och medförfattarinnan Solveig von Schoultz. Gun Lanciai bodde större delen av sitt liv i Sverige (1955–2004).

## Biografi
Lanciai gjorde sin första skulptur, en faun i lera, som 13-åring 1934. Hon kom in på Ateneum i Helsingfors för utbildning i skulptur och keramik 1939, men studierna avbröts av Vinterkriget.
1942 gifte hon sig med Aurelio Lanciai, en finsk juniormästare i tennis. Paret flyttade 1952 med sina fyra barn till Argentina (Buenos Aires, San Isidro), där hon fann en ny läromästare i Esdras Gianella (1916–2010).
Lanciai återupptog skulpterandet, framför allt i Göteborg, efter att ha flyttat tillbaka till Skandinavien 1955 efter Peróns fall. Hon skapade bland annat barnskulpturer i terrakotta ("dobsar"), porträtt i gips, någon bronsgjutning, musikerskulpturer i gips och ståltråd och sydda applikationer.
Regelbundna utställningar anordnades från 1968 i Sverige, Finland, Kanada och Danmark. Hon flyttade med maken till Stockholm 1977 men levde sina sista nio år i Danmark hos sonen Michael utanför Helsingør. 2013 hade hon sin sista utställning, en vecka före sin död vid 92 års ålder.
Hon var systerdotter till arkitekten och konstnären Harry Röneholm.